# 1С32
1С32 («Pat Hand» по классификации НАТО) — советская станция наведения ракет (СНР) из комплекса (ЗРК) 2К11 «Круг». 
Производилась на Марийском машиностроительном заводе в Йошкар-Оле.

## История создания
Работы по созданию СНР 1С32 велись в Научно-исследовательском электромеханическом институте. В качестве базы опытного образца было взято шасси самоходной артиллерийской установки «Байкал»; вместо башни был установлен антенный пост с корзиной. В корзине находились рабочие места трёх операторов, а также главный пульт. Разработка параболоида антенны велась под руководством А. Г. Гладилина; антенный пост конструировался в отделе-52 под руководством А. В. Лушниковой.
В конце 1958 года была разработана конструкторская документация на опытный образец. Сборка образца началась через полгода. В ходе изготовления возникли проблемы с бронёй самоходной установки, так как в сборочных цехах отсутствовало необходимое оборудование для сверления броневых сталей. После окончания сборки машина сначала была отправлена в Тулу на завод «Арсенал» для отладки, а затем на Донгузский полигон. 
С лета 1960 года машина начала проходить испытания. Первое испытание было проведено 24 сентября 1960 года. В испытаниях участвовала станция наведения ракет 1С32 и ракета В-750 из состава зенитно-ракетного комплекса (ЗРК) С-75 «Двина».
Ещё до окончания испытаний началось изготовление второго опытного образца 1С32 под руководством заместителя главного конструктора А. И. Извекова. При участии разработчиков шасси станции наведения компоновка машины была существенно изменена. Вместо вращающейся корзины был установлен погон на крыше аппаратного отделения, на погоне вращался антенный пост. 
Во время изготовления второго образца возникла проблема грузоподъёмности шасси, поэтому блоки и профили стоек выполнялись из алюминия. Также была решена проблема использования машины на местности с радиоактивным заражением: вся аппаратура работала в замкнутом пространстве. Для предотвращения перегрева в корпус машины было установлено охлаждающее устройство, питание которого осуществлялось от силовой установки. 
После выполнения всех доработок осенью 1961 года второй опытный образец был отправлен на полигон. Дальнейшие испытания машина проходила в составе ЗРК 2К11 «Круг».

## Описание конструкции
Станция наведения ракет 1С32 входила в состав зенитного ракетного комплекса 2К11 «Круг» предназначалась для поиска целей по данным целеуказания от станции обнаружения целей (СОЦ) 1С12. 
После получения и анализа данных СНР 1С32 продолжала сопровождение целей и выдавала указания на пусковые установки 2П24; кроме того продолжала наведение ЗУР 3М8 после запуска с пусковой установки. 
Станция была оборудована электронным автодальномером и функционировала по методу скрытого моноконического сканирования по угловым координатам. 
Захват целей происходил на дистанции до 105 км при условиях отсутствия помех, импульсной мощности в 750 кВт, а также ширине луча в 1°. При помехах и прочих негативных факторах дальность могла уменьшаться до 70 км. 
Для борьбы с противорадиолокационными ракетами 1С32 имела прерывистый режим работы.
На задней части корпуса располагался антенный пост, на котором была установлена когерентно-импульсная радиолокационная станция. Антенный пост имел возможность кругового вращения вокруг своей оси. Над антенной узкого луча ракетного канала крепилась антенна широкого луча ракетного канала. Выше антенн узкого и широкого ракетных каналов находилась антенна для передачи указаний ЗУР 3М8. Для наблюдения в верхней части РЛС был установлен телевизионно-оптический визир.
В автоматическом режиме, при поступлении на СНР 1С32 информации от СОЦ 1С12, станция наведения ракет начинала отработку информации и искала цели в вертикальной плоскости. В момент обнаружения цели начиналось её сопровождение по дальности и угловым координатам.
По текущим координатам цели счётно-решающий прибор 1С32 отрабатывал необходимые данные для запуска ЗУР. Затем по линии связи на пусковую установку 2П24 отсылались команды для разворота пусковой установки в зону пуска. Когда установка 2П24 разворачивалась в правильном направлении происходил запуск ЗУР и осуществлялся захват на сопровождение. Через антенну передатчика команд происходило управление ракетой и её подрыв. Взрыватель срабатывал при удалении от цели менее чем на 50 метров.

## Ходовая часть
Шасси имело обозначение по классификации ГБТУ «Объект 124» и представляло собой семикатковую модификацию базового шасси САУ СУ-100П.

## Операторы
См. основную статью 2К11 «Круг»: Операторы